# Johann Michael Hoffmann (Mediziner)
Johann Michael Hoffmann (* 1741 in Marburg; † 13. Januar 1799 in Frankfurt am Main) war ein deutscher Mediziner, Schriftsteller und Dramatiker.

## Leben
Johann Michael Hoffmann war der Sohn eines Scharfrichters in Marburg. Er studierte erst in seiner Vaterstadt, später in Göttingen und Straßburg und promovierte in Straßburg 1766 mit der Dissertatio de mercurii sublimati virtute in affectibus internis. Noch in demselben Jahr wollte er als Arzt in Frankfurt am Main aufgenommen werden. Wegen seiner Herkunft widersetzten sich die dortigen etablierten Mediziner jedoch seinem Gesuch; er erhielt am 8. April 1766 eine abschlägige Antwort. Seine Gegenvorstellungen bewirkten eine nochmalige Erwägung. Ein juristisches Gutachten fiel ebenfalls ungünstig für ihn aus; doch wurde ihm endlich nach einem vielfältigen Briefwechsel am 3. Juni 1766 seine Bitte gewährt, mit der Bedingung, eine Bürgerstochter oder Witwe zu heiraten. Die Mediziner protestierten abermals und legten Berufung beim Reichshofgericht in Wien ein. Dort wurde die Angelegenheit 1768 günstig für ihn entschieden, und die Kläger, die nochmals an das Reichskammergericht nach Wetzlar appellieren wollten, abgewiesen.
Hoffmann kritisierte die vermeintlichen Heilungen von Kröpfigen, Tauben, Lahmen, Stummen, Buckligen und Fallsüchtigen durch den herumziehenden Wunderdoktor Tisserant aus Lothringen und suchte das Publikum darüber durch seine Unpartheyische Nachricht und Beurteilung … von dem beruechtigen Tisserant … (Frankfurt am Main 1769) und Gedanken und Anmerkungen ueber die Kuren des Mr. Tisserant (ebd. 1773) aufzuklären. Im Allgemeinnützlichen Wochenblatt (ebd. 1787) brachte er besonders solche Gegenstände zur Sprache, die sich auf Erhaltung körperlicher und geistiger Gesundheit bezogen. Seine Abhandlung ueber die Bleichsucht, Jungfernkrankheit, Schleimfieber und waesserige Aufgedunsenheit (3 Hefte, ebd. 1788), Abhandlung vom Ursprung und der Heilung der meisten und gefaehrlichsten Wassersuchten (ebd. 1788) und Abhandlung von allen angenehmen und unangenehmen Leidenschaften der Menschen, und ihre Wirkungen auf die Zufriedenheit und Gesundheit (ebd. 1788) sind einzelne Abteilungen jenes Wochenblattes.
Als Belletrist zeigte sich Hoffmann in dem Lustspiel Der verführte und wieder gebesserte Student, in dem Trauerspiel Die Conföderirten und Dissidenten (beide Frankfurt am Main und Leipzig 1771), in den sonderbaren Nachrichten von einigen Schauspielergesellschaften … (Frankfurt am Main 1771) und in den Empfindungen des Schutzgeistes von Teutschland … über die einstimmige … Wahl eines Coadjutors … zu Mainz (ebd. 1787).
Ab 1790 war Hoffmann gräflicher Solms-Rödelheim’scher Hofrat und Leibarzt. 1799 starb er in Frankfurt im Alter von 57 Jahren. Sein Bruder Georg Friedrich Hoffmann praktizierte ebenfalls als Arzt.